# سانتينو فونتانا
سانتينو فونتانا (بالإنجليزية: Santino Fontana)‏ مواليد 21 مارس 1982 في ستوكتون، الولايات المتحدة، هو ممثل أمريكي بدأ مسيرته الفنية سنة 2007.

## الأعمال

### مسلسلات
- ذا غود وايف (2010) (بدور: داني ويلوبي)
- موزارت في الأدغال (2014)
- حبيبة سابقة مجنونة (2015)

## الجوائز
| السنة | الجائزة                  | الفئة                                         | النتيجة |
| ----- | ------------------------ | --------------------------------------------- | ------- |
| 2010  | جائزة دراما ديسك         | جائزة دراما ديسك لـ أفضل ممثل رئيسي في مسرحية | فوز     |
| 2012  | جائزة دراما ديسك         | جائزة دراما ديسك لـ أفضل ممثل في مسرحية       | رُشِّح     |
| 2012  | جائزة أوتر كريتيكس سيركل | أفضل ممثل في مسرحية                           | رُشِّح     |
| 2013  | جائزة توني               | أفضل ممثل في عمل موسيقي                       | رُشِّح     |
| 2013  | جائزة أوتر كريتيكس سيركل | أفضل ممثل في عمل موسيقي                       | رُشِّح     |

## روابط خارجية
- سانتينو فونتانا على موقع IMDb (الإنجليزية)
- سانتينو فونتانا على موقع ألو سيني (الفرنسية)
- سانتينو فونتانا على موقع ميوزك برينز (الإنجليزية)
- سانتينو فونتانا على موقع أول موفي (الإنجليزية)
- سانتينو فونتانا على موقع قاعدة بيانات برودواي على الإنترنت (الإنجليزية)
- سانتينو فونتانا على موقع قاعدة بيانات الأفلام السويدية (السويدية)
- سانتينو فونتانا على موقع ديسكوغز (الإنجليزية)
- سانتينو فونتانا على موقع قاعدة بيانات الفيلم (الإنجليزية)
- سانتينو فونتانا على موقع كينوبويسك (الروسية)